# لاكي هانك
لاكي هانك (بالإنجليزية: Lucky Hank)‏ هو مسلسل تلفزيوني درامي كوميدي أمريكي، يستند إلى رواية الرجل المستقيم للكاتب ريتشارد روسو التي صدرت عام 1997، عرض المسلسل من بطولة بوب أودينكيرك في 19 مارس 2023 على إيه إم سي.

## طاقم التمثيل

### رئيسي
- بوب أودينكيرك، بدور وليام هنري ديفرو.
- ميرايل إينوس، بدور ليلي ديفيرو
- أوليفيا سكوت ويلش، بدور جولي
- ديدريخ بادر، بدور توني كونيغولا
- سارة أميني، بدور ميغ كويغلي
- سيدريك ياربروف، بدور بول رورك
- سوزان كراير، بدور غرايسي دوبوا

### ضيف
- ألفينا أغسطس، بدور يونيو واشنطن-تشن
- آرثر كنغ، بدور تيدي واشنطن تشين
- جاكسون كيلي، بدور بارتو ويليامز ستيفنز
- شانون ديفيدو، بدور إيما ويمر
- أوسكار نونيز، بدور دين روز
- كايل ماكلاشلان
- توم باور
- كريس ديامانتوبولوس
- بريان هوسكي بدور جورج سوندرز
- كريس جيثارد

## روابط خارجية
- لاكي هانك على موقع IMDb (الإنجليزية)
- لاكي هانك على موقع ميتاكريتيك (الإنجليزية)
- لاكي هانك على موقع روتن توميتوز (الإنجليزية)
- لاكي هانك على موقع ألو سيني (الفرنسية)
- لاكي هانك على موقع قاعدة بيانات الفيلم (الإنجليزية)